# Яковлево (Свердловский район)
Яковлево — деревня в Свердловском районе Орловской области. Административный центр Яковлевского сельского поселения.

## История
Самые ранние сведения о селе относятся к 1734 году. Тогда оно называлось Сергиевское. На протяжении XVIII-XIX веков упоминается как "село Сергиевское, Яковлево тож".
С 1778 по 1796 год входило в Дешкинский уезд, с 1796 по 1917 - в Орловский уезд Орловской губернии.

## География
Деревня расположена на берегу реки Бич.
Уличная сеть представлена семи объектами: Речная улица, Береговая улица, Длинная улица, Светлая улица, Школьная улица, улица Мира и улица им. Е. А. Благининой.
Географическое положение: в 4 километрах от районного центра — посёлка городского типа Змиёвка, в 35 километрах от областного центра — города Орёл и в 351 километре от столицы — Москвы.

## Население
| 2002 | 2010 |
| ---- | ---- |
| 517  | ↘321 |

## Известные жители
14 (27) мая 1903 год в селе родилась Елена Александровна Благинина, (1903—1989) — русская советская поэтесса и переводчица. Её именем названа улица в селе.

## Транспорт
Автодорога местного значения.
Поселковые (сельские) дороги.